# Nenad Kljaić
Nenad Kljaić (* 21. Dezember 1966 in Zagreb, SFR Jugoslawien) ist ein ehemaliger kroatischer Handballspieler und derzeitiger -trainer.

## Sportlicher Werdegang
Kljaićs Karriere begann bei RK Medveščak Zagreb. Danach wechselte er zu Badel Zagreb. 1994 spielte er in der Handball-Bundesliga für den TV Großwallstadt. Nach sechs Jahren bei den Unterfranken ging er 2000 wieder zurück zu Badel Zagreb. In Zagreb beendete Kljaić seine aktive Laufbahn und begann seine Karriere als Trainer. Von 2006 bis 2007 war er Trainer bei RK Zagreb. Er wurde von Lino Červar abgelöst. Im März 2009 wurde Kljaić als Nachfolger von Senjanin Maglajlija wieder Cheftrainer bei RK Zagreb.
Er wurde im September 2012 zum Trainer der saudi-arabischen Männer-Handballnationalmannschaft berufen.
Als Spieler bestritt Kljaić 170 Länderspiele für Kroatien. Nenad Kljaić ist der Sohn von Velimir Kljaić.

## Erfolge
- Olympiasieg mit der kroatischen Nationalmannschaft 1996.